# 鹿児島開発事業団
鹿児島開発事業団（かごしまかいはつじぎょうだん）は、かつて鹿児島県に存在していた地方開発事業団（特別地方公共団体）である。
1965年（昭和40年）5月22日に鹿児島県・鹿児島市・谷山市の出資によって設立され、宅地開発事業、公有水面埋立事業、公共用地（取得）造成事業、流通業務団地造成事業、臨海工業用地埋立事業、万之瀬川導水事業を行っていた。1993年（平成5年）3月31日を以て解散した。

## 概要
1965年（昭和40年）5月22日に鹿児島県・鹿児島市・谷山市の出資により設立された。地方自治法第298条（2011年に条文廃止）の規定による地方開発事業団であり、特別地方公共団体であった。
設立時の事業は、吉野地区一帯、冷水峠周辺の山間部、鹿児島市と谷山市との境界一帯の開発が予定されており、4,200戸の宅地を造成することとしていた。1966年（昭和41年）までに鹿児島北部地区において約67,000坪の宅地造成、与次郎ヶ浜埋立事業、長田町・冷水町・草牟田町・玉里町の背後地の宅地造成について鹿児島市から委託された。
住宅団地の造成のほかにも、鹿児島市などを中心に工業用地の造成、万之瀬川導水などの開発を行った。1993年（平成5年）3月31日を以て解散した。

## 歴史
- 1965年（昭和40年）
  - 3月25日 - 鹿児島県議会において開発事業団の規約が議決される[7]。
  - 3月26日 - 谷山市議会において開発事業団の規約が議決される[7]。
  - 3月27日 - 鹿児島市議会において開発事業団の規約が議決される[7]。
  - 5月22日 - 自治大臣による設置認可[7]。鹿児島県・鹿児島市・谷山市の出資により「鹿児島開発事業団」として設立された[2][8]。出資金は550万円（鹿児島市が400万円、鹿児島県が100万円、谷山市が50万円）[9]。
  - 6月16日 - 山下町の鹿児島県市町村自治会館に事務所を設置[10]。
- 1967年（昭和42年）4月29日 - 鹿児島市と谷山市が新設合併し鹿児島市となる[11][12]。出資金を増資し、総額900万円となる（鹿児島市450万円、鹿児島県450万円）[9]。
- 1972年（昭和47年）4月10日 - 事務所を鴨池ビルに移転[13]。
- 1992年（平成4年） - 鹿児島県議会及び鹿児島市議会にて鹿児島開発事業団の解散議案が議決される[14]。
- 1993年（平成5年）
  - 3月26日 - 解散式典を挙行[15]。
  - 3月31日 - 鹿児島開発事業団が解散[4][5]。余剰金については鹿児島市委託分の現金120億円及び約31万平方メートルの土地建物は鹿児島市に、鹿児島県委託分の現金89億円及び23万平方メートルの土地が資産として鹿児島県にそれぞれ引き継がれた[15]。

## 組織
1989年（平成元年）7月1日現在の組織は以下のとおりであった。
- 理事長
  - 常務理事
    - 企画室
      - 企画係
      - 土地管理係
      - 分譲係

    - 管理部
      - 総務課
        - 庶務係
        - 経理第一係
        - 経理第二係

    - 事業第一部
      - 工事課
        - 宅地造成係
        - 施設係

    - 事業第二部
      - 業務課
        - 業務係

### 歴代理事長
鹿児島開発事業団の歴代の理事長は下記のとおりである。歴代理事長は全員鹿児島市長との兼任である。
| 代   | 氏名         | 就任日                     | 退任日                    |
| ---- | ------------ | -------------------------- | ------------------------- |
| 初代 | 三ッ井卯三男 | 1965年（昭和40年）6月16日  | 1967年（昭和42年）5月21日 |
| 2代  | 末吉利雄     | 1967年（昭和42年）5月21日  | 1975年（昭和50年）5月20日 |
| 3代  | 山之口安秀   | 1975年（昭和50年）5月21日  | 1984年（昭和59年）12月3日 |
| 4代  | 赤崎義則     | 1984年（昭和59年）12月24日 | 1993年（平成5年）3月31日  |

## 実施事業
鹿児島開発事業団は、宅地開発事業、公有水面埋立事業、公共用地（取得）造成事業、流通業務団地造成事業、臨海工業用地埋立事業、万之瀬川導水事業を行っていた。

### 宅地開発事業
| 団地名                   | 現在の町丁             | 事業年度                               | 事業費（万円） | 面積（ha） | 出典          |
| ------------------------ | ---------------------- | -------------------------------------- | -------------- | ---------- | ------------- |
| 城山団地                 | 鹿児島市城山           | 1965年（昭和40年）～1977年（昭和52年） | 257,194        | 46.8       | [ 18 ] [ 19 ] |
| 大明ヶ丘団地・天神山団地 | 鹿児島市大明丘・吉野町 | 1965年（昭和40年）～1977年（昭和52年） | 72,876         | 37.6       | [ 18 ] [ 20 ] |
| 伊敷団地                 | 鹿児島市西伊敷         | 1967年（昭和42年）～1977年（昭和52年） | 274,917        | 101.5      | [ 18 ] [ 21 ] |
| 慈眼寺団地               | 鹿児島市錦江台         | 1967年（昭和42年）～1977年（昭和52年） | 81,432         | 28.8       | [ 18 ] [ 22 ] |
| 玉里団地                 | 鹿児島市玉里団地       | 1969年（昭和44年）～1977年（昭和52年） | 372,087        | 90.7       | [ 18 ] [ 23 ] |
| 催馬楽団地               | 鹿児島市東坂元         | 1972年（昭和47年）～1986年（昭和61年） | 102,016        | 12.4       | [ 18 ] [ 24 ] |
| 星ヶ峯ニュータウン       | 鹿児島市星ヶ峯         | 1973年（昭和48年）～1992年（平成4年）  | 3,457,795      | 214.0      | [ 18 ] [ 25 ] |

### 公有水面埋立事業
公有水面の埋め立てについては、与次郎ヶ浜埋立については城山団地の造成の際に排出された土砂を、祇園之洲埋立については催馬楽団地の造成の際に排出された土砂を海水で押し流してパイプラインにより運搬したもの埋立に際して使用する「水搬工法」が用いられた。
| 事業名           | 現在の所在地       | 事業年度                               | 事業費（万円） | 面積（平方メートル） | 出典          |
| ---------------- | ------------------ | -------------------------------------- | -------------- | -------------------- | ------------- |
| 与次郎ヶ浜埋立地 | 鹿児島市与次郎     | 1965年（昭和40年）～1972年（昭和47年） | 968,829        | 1,090,000            | [ 29 ] [ 30 ] |
| 祇園之洲埋立地   | 鹿児島市祇園之洲町 | 1972年（昭和47年）～1987年（昭和62年） | 223,757        | 84,100               | [ 31 ] [ 32 ] |

### 臨海工業用地埋立事業
- 鹿児島臨海一号用地（430ヘクタール、鹿児島市谷山港・七ツ島）[31]
- 鹿児島臨海二号用地（266.2ヘクタール、鹿児島市南栄・卸本町）[31]
- 鹿児島臨海三号用地（53.5ヘクタール、鹿児島市東開町）[31]

### 流通業務団地造成事業
- 大峯団地（鹿児島市西別府町）[33]

### 公共用地（取得）造成事業

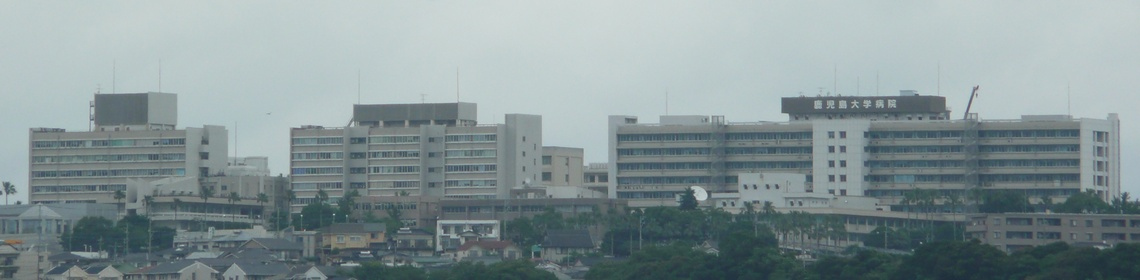
鹿児島大学病院

- 鹿児島大学医学部（鹿児島市桜ケ丘）[34]
- 鹿児島市立広木小学校（鹿児島市広木）[35]
- 鹿児島市立和田中学校（鹿児島市和田）[36]
- 鹿児島商業高等学校・鹿児島玉龍高等学校グラウンド[37]
- 平川地区（鹿児島市平川動物公園・錦江湾公園）（鹿児島市平川町）[38]

### 導水事業
- 万之瀬川導水[39]